# Eulenkopfweg

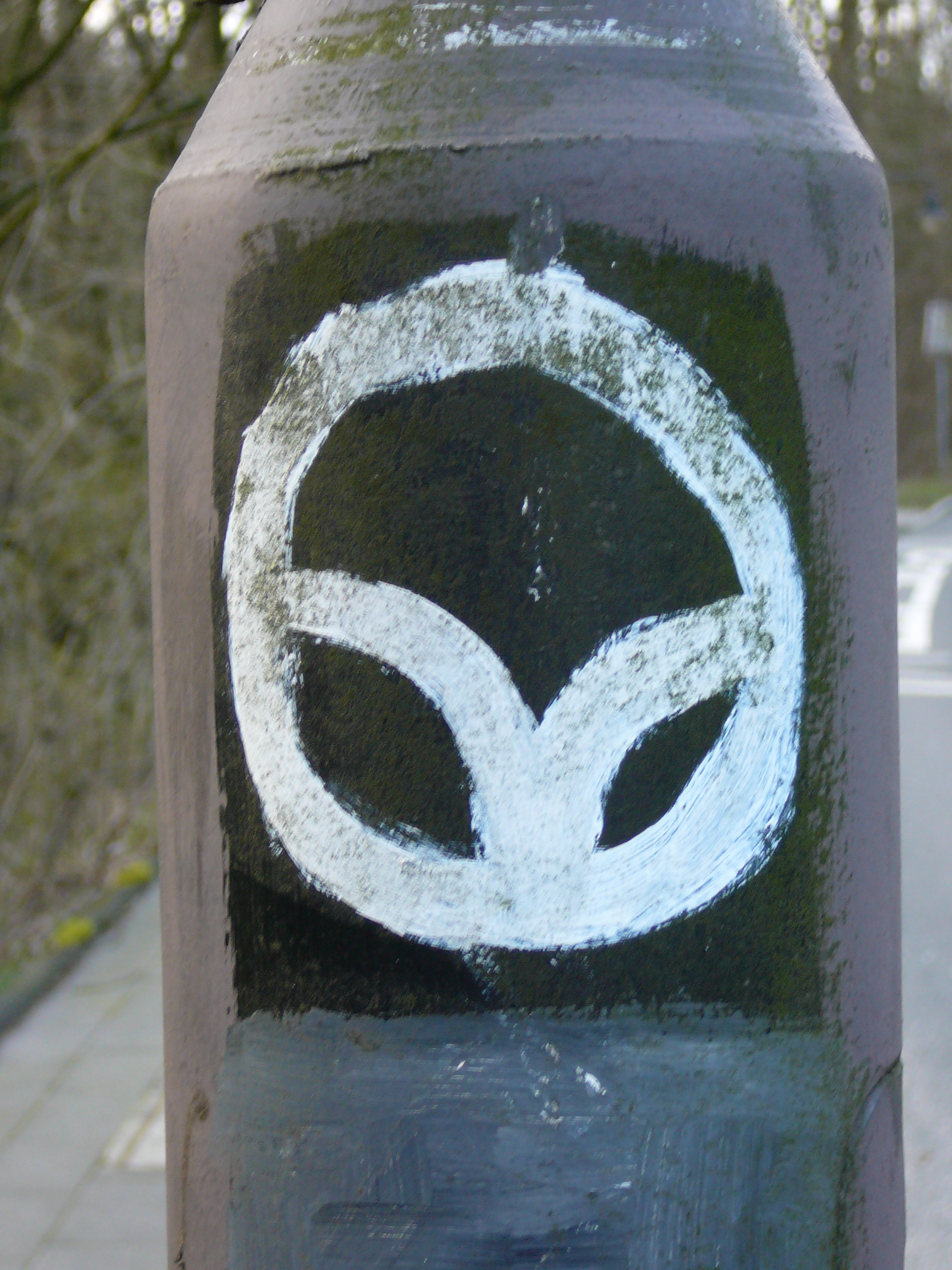
Stilisierter Eulenkopf als Wanderzeichen

Der Eulenkopfweg ist ein Wanderweg  mit einer Gesamtlänge von 42 Kilometern in Nordrhein-Westfalen in den Städten Wuppertal, Wülfrath und Haan. Er besitzt als Wegzeichen einen stilisierten Eulenkopf (Stringocephalus burtini), ein Leitfossil der mitteldevonische Riffkalke.
Der Wanderweg informiert über erdgeschichtliche, biologische, industriegeschichtliche und heimatkundliche Aspekte des Nordwestrandes Wuppertals und entstand in der zweiten Hälfte des 20. Jahrhunderts nach einer Idee von C. Brauckmann unter Mitwirkung einer Arbeitsgemeinschaft des Fuhlrott-Naturkundemuseums Wuppertal.

## Sehenswürdigkeiten

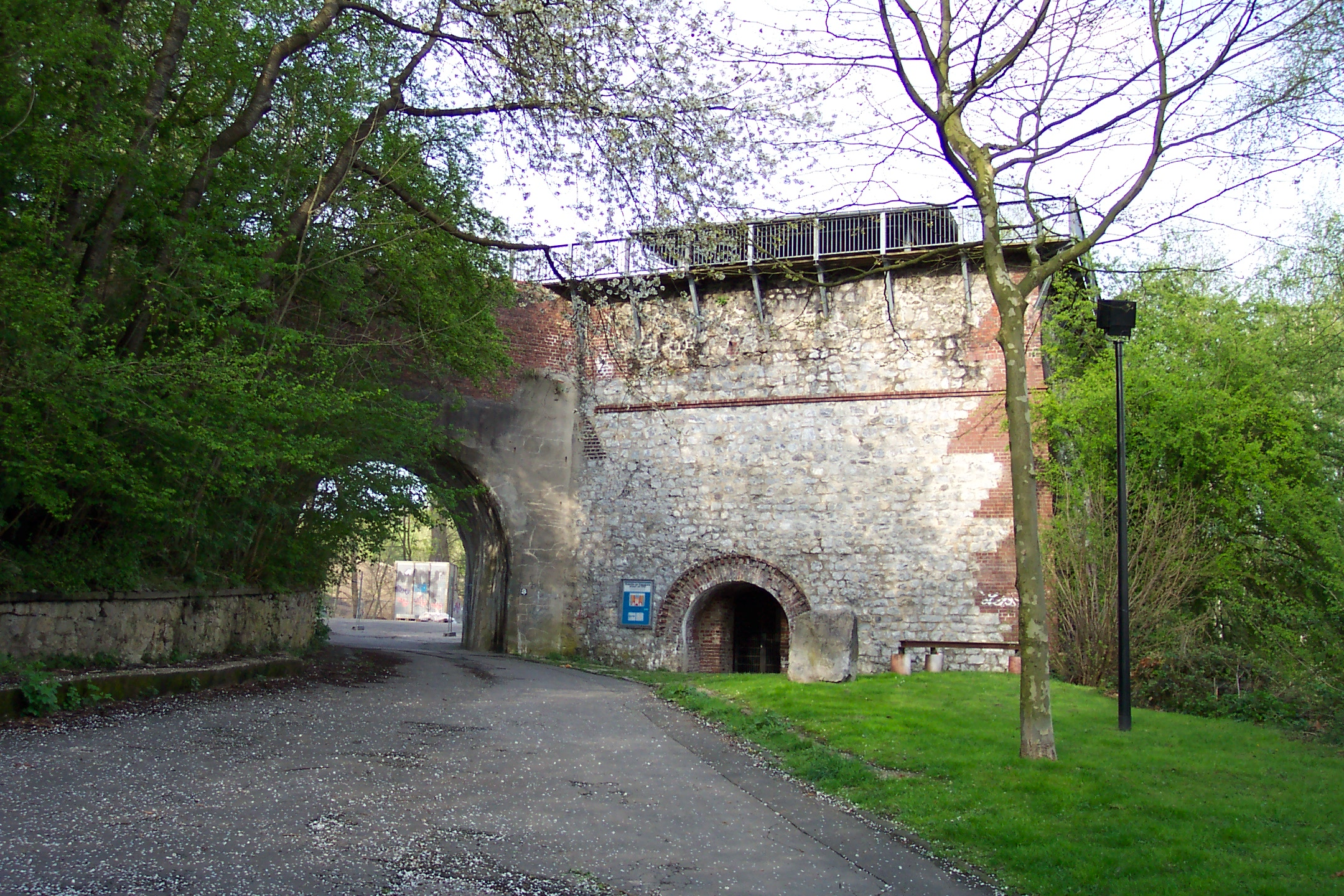
Der Kalktrichterofen am Eskesberg

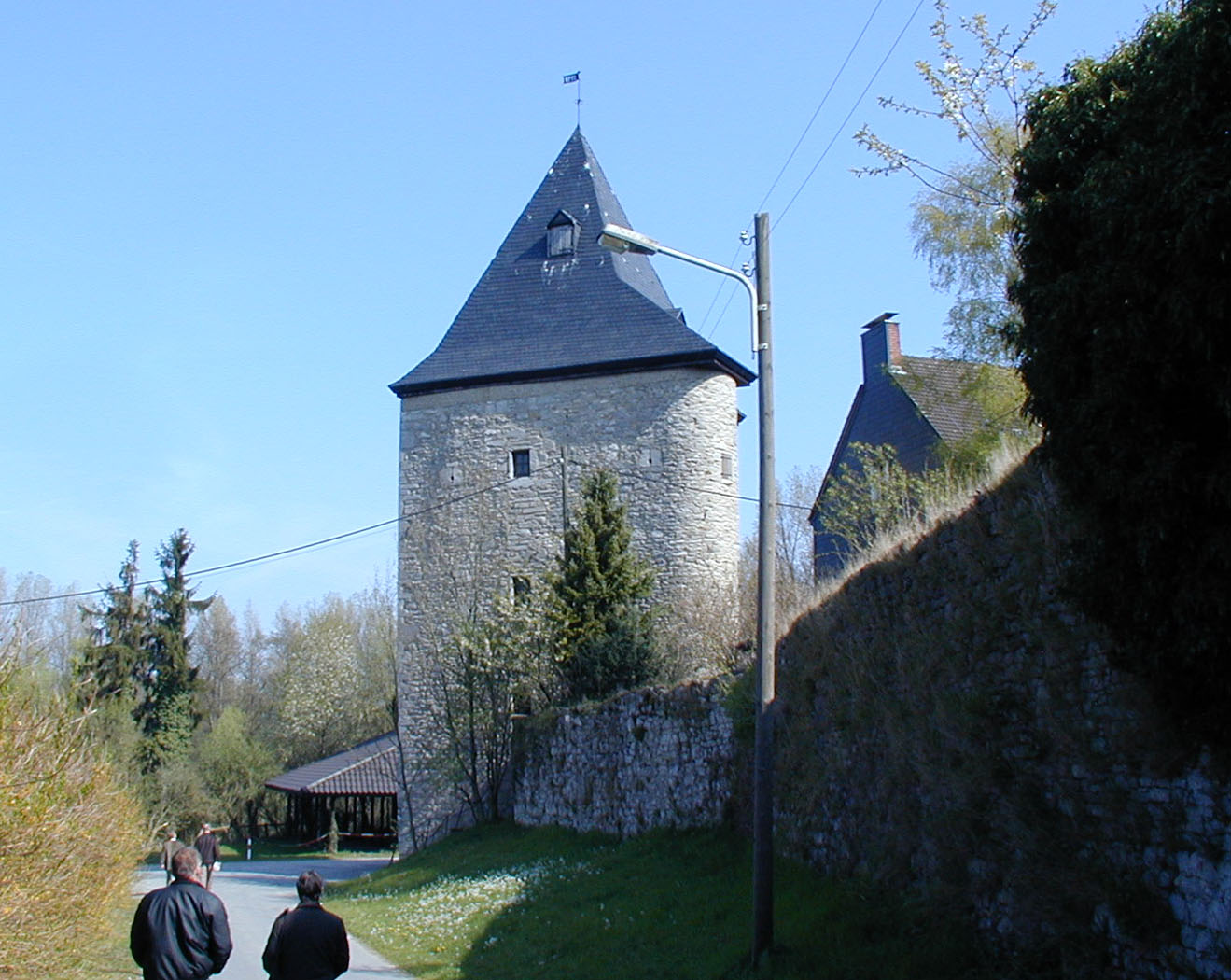
Der Wehrturm am Rittersitz Gut zu Schöller

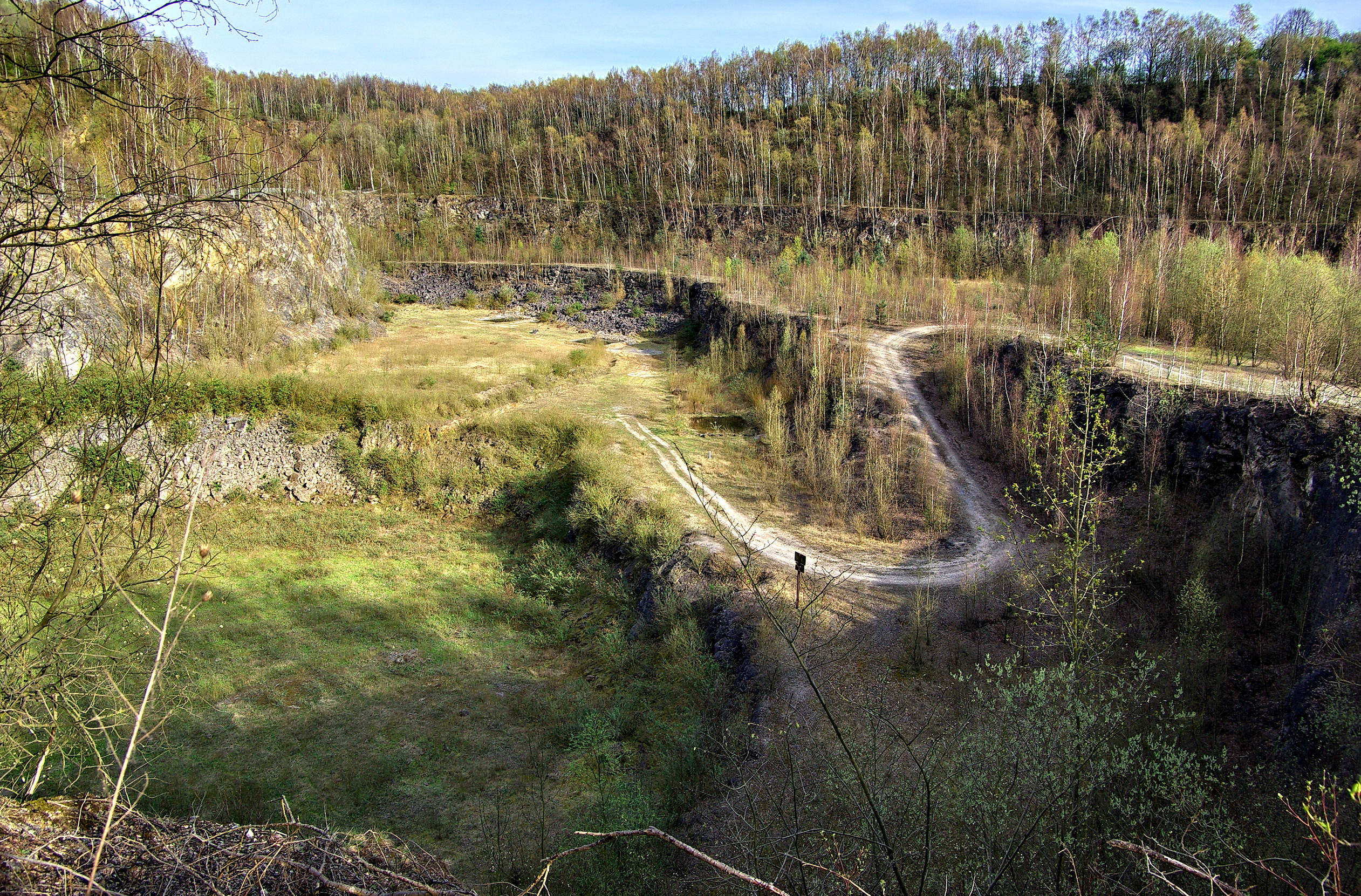
Ehemaliger Kalksteintagebau Grube 7

Der in Form von vier sich berührenden Rundwegen gekennzeichnete Eulenkopfweg berührt folgende Sehenswürdigkeiten:
- Kalktrichterofen Wuppertal am Eskesberg
- Hof Beek
- Pharmaforschungszentrum der Firma Bayer AG
- Gut Steinberg (1050 erstmals erwähnt)
- Kaiser-Wilhelm-Denkmal
- Schloss Aprath
- Aprather Mühle
- Wegkreuz im Barockstil von 1762
- Das Dorf Düssel mit der ev. Kirche (1873), der kath. Kirche (1050) und der Wasserburg Düssel (1182).
- Geologischer Aufschluss Tillmannsdorfer Sattel
- Kalksteinbrüche, darunter der Steinbruch Oetelshofen
- Das Dorf Schöller mit der Ritterburg Schöller, Gut Schöller, der Schöllermühle und der Pfarrkirche Schöller
- Bachlauf der Düssel
- Euroga Kunstskulpturen auf der Alten Kölnischen Landstraße
- Dolinen im Naturschutzgebiet Krutscheid
- Justizvollzugsanstalt Simonshöfchen
- Waldgebiet Osterholz
- Kalksteinbruch und Naturschutzgebiet Grube 7

Von 2003 bis 2008 fand jährlich am Silvestertag auf dem Eulenkopfweg ein Marathonlauf, der Eulenkopflauf statt. 2009 findet er am letzten Sonntag des Jahres statt.